# Robert Pulfer
Robert Pulfer (nascido em 2 de outubro de 1967) é um ex-ciclista canadense. Ele representou o Canadá nos Jogos Olímpicos de Verão de 1984, em Los Angeles.